# Protaphreutis borboniella
Protaphreutis borboniella är en fjärilsart som beskrevs av Jean Baptiste Boisduval 1833. Protaphreutis borboniella ingår i släktet Protaphreutis och familjen äkta malar. Inga underarter finns listade i Catalogue of Life.